# Хайнрих XXIII фон Вайда
Хайнрих XXIII фон Вайда „Млади“ (на немски: Heinrich XXIII (XXII/XXIV) Vogt von Weida „der Jüngere“; * ок. 1450; † 5 март 1531 във Вилденфелс в Саксония) е фогт на Вайда (1510 – 1531) в окръг Грайц в Тюрингия, господар на Вайда, Вилденфелс (ок. 1480 – 1531) в Саксония и Валденбург в Баден-Вюртемберг.
Той е третият син на фогт Хайнрих XXI фон Вайда († 1465) и съпругата му Агнес Шенк фон Ландсберг († 1488), дъщеря на Ханс Шенк фон Ландсберг, господар на Зайда († сл. 1442) и Свенолт (Швана) фон Шьонраде. По-големите му братя са Хайнрих XXII „Стари“ († 1507), фогт на Вайда (1465 – 1507), и Хайнрих XXIII „Средния“ († 1510), фогт на Вайда (1507 – 1510). Сестрите му са Елизбет († 1532), абатиса в Гернроде (1504 – 1532), и Бригита († сл. 1532), монахиня в Гернроде (1532).

## Фамилия
Хайнрих XXIII фон Вайда „Млади“ се жени пр. 1493 г. за Маргарета фон Мансфелд-Кверфурт (* ок. 1458; † 20 февруари 1531 във Вилденфелс), вдовица на граф Ернст I фон Мансфелд-Хинтерорт (1480 – 1560), дъщеря на граф Гебхард VI фон Мансфелд-Кверфурт (1429 – 1492) и Аделхайд фон Олденбург (1425 – 1492/1454), сестра на датския крал Кристиан I (1426 – 1481). Те имат една дъщеря:
- Маргарета фон Вайда (* ок. 1500; † сл. 1 ноември 1569), наследничка на Вилденфелс, омъжена на 13 януари 1527 г. за граф Йохан Хайнрих фон Шварцбург-Лойтенберг (* 1496; † 14 март 1555)